# SN 2005lk
SN 2005lk – supernowa typu Ia odkryta 8 listopada 2005 roku w galaktyce A215949-0111. W momencie odkrycia miała maksymalną jasność 21,70m.